# یواس‌اس تیزدیل (دی‌ئی-۳۳)
یواس‌اس تیزدیل (دی‌ئی-۳۳) (به انگلیسی: USS Tisdale (DE-33)) یک کشتی بود که طول آن ۲۸۹ فوت ۵ اینچ (۸۸٫۲۱ متر) بود. این کشتی در سال ۱۹۴۳ ساخته شد.